# شيكات (مسلسل)
شيكات منفصل في كل حلقة يعرض مشكلة معينة ومنها يكون الحل بقالب كوميدي مشوق، وفي نهاية الحلقة يعرض فيديو كليب خاص بالحلقة، ويتحدث العمل عن مجموعة من القضايا الاجتماعية التي يعايشها الفرد في حياته اليومية بأسلوب درامي مشوق.

## طاقم العمل
- السعودية يوسف الجراح
- السعودية ريماس منصور
- السعودية علي المدفع
- السعودية سعد المدهش
- السعودية سعد الصالح
- السعودية عبد الله السناني
- البحرين سعاد علي
- البحرين أميرة محمد
- السعودية أغادير السعيد
- البحرين أمينة القفاص (ضيفة الشرف)
- السعودية محمد الغايب (ضيف الشرف)
- السعودية محمد المنصور (ضيف الشرف)
- السعودية عبد الله المزيني (ضيف الشرف)
- السعودية ماجد مطرب فواز (ضيف الشرف)
- السعودية بشير الغنيم (ضيف الشرف)
- السعودية عبد العزيز المبدل (ضيف الشرف)
- السعودية وليد الجديعي (ضيف الشرف)
- السعودية عماد اليوسف (ضيف الشرف)
- السعودية خطر (ضيفة الشرف)
- السعودية محمد الكنهل (ضيف الشرف)
- السعودية عبد العزيز السكيرين (ضيف الشرف)
- السعودية راشد المدهش
- السعودية روان العامر
- السعودية أسماء الحسن
- المغرب رجاء الحاظي
- السعودية حمد المزيني
- السعودية حبيب الحبيب
- السعودية محفوظ المنسف

## روابط
- السينما كوم